# 蒙特塞克藻
蒙特塞克藻（学名：Montsechia vidalii）是一种已灭绝的水生沉水植物，属于蒙特塞克藻属（Montsechia），出土于西班牙蒙特塞克山脉及比利牛斯山一带，并以蒙特塞克山脉命名。蒙特塞克藻生活在距今1.3亿年的早白垩世巴列姆期。蒙特塞克藻科是金鱼藻科的姊妹群，二者共同构成金鱼藻目，是为真双子叶植物的姊妹群。